# Rochers de Naye
Rochers de Naye – szczyt w Alpach Fryburskich, części Alp Zachodnich. Leży w Szwajcarii w kantonie Vaud.